# Ali Al-Gharbi District
Ali Al-Gharbi District är ett distrikt i Irak.   Det ligger i provinsen Maysan, i den östra delen av landet, 240 km öster om huvudstaden Bagdad.
Följande samhällen finns i Ali Al-Gharbi District:
- ‘Alī al Gharbī